# Synagoga w Makowie Mazowieckim
Synagoga w Makowie Mazowieckim – synagoga znajdująca się w Makowie Mazowieckim przy Zielonym Rynku 5, w pobliżu nieistniejącej już Wielkiej Synagogi.
Synagoga została zbudowana w 1857 roku z inicjatywy i funduszy rabina Salomona Fiszela. Podczas II wojny światowej hitlerowcy zdewastowali synagogę. Po zakończeniu wojny budynek przebudowano na dom mieszkalny. Do dziś zachowały się jedynie cztery żeliwne kolumny dawnej bimy.